# TV5 Monde
TV5Monde (pronunciación en francés: /te ve sɛ̃k mɔ̃d/) es una cadena internacional de televisión que ofrece programación en lengua francesa. Sus estudios parisienses estaban inicialmente en el número 15 de la calle Cognacq-Jay, en los locales históricos de France Télévisions y de TF1 antes de su privatización. Desde junio de 2006 están en el 131 de la avenida de Wagram en el XVII Distrito de París, edificio dividido con CFI (Canal France International)

## Historia
Inició sus emisiones el 2 de enero de 1984. Llamada TV5 hasta enero de 2006 cuando toma su actual denominación TV5Monde para enfatizar su enfoque mundial. TV5Monde es el cuarto canal de televisión global más grande después de MTV, CNN y BBC World. La mayor parte de la programación son noticias, documentales, programas de interés general y películas.
La mayor parte de su contenido proviene de los servicios de televisión pública de la francofonía. Estos son:
- Francia
  - France TV
  - France Médias Monde
  - Arte France
  - INA
- Suiza
  - SRG SSR a través de RTS
- Bélgica
  - RTBF
- Canadá
  - CBC/SRC
  - Télé-Québec
- Mónaco
  - Monte Carlo Riviera

El número 5 se refiere a los cinco primeros proveedores y fundadores: TF1, Antenne 2 (hoy France 2), FR3 (hoy France 3), TSR y RTBF. En 1986 se les une un consorcio del Quebec canadiense (CTQC) formado por Radio-Canada y Télé-Québec. TF1 deja de participar en 1987 a raíz de su privatización, pero programas de la cadena privada aparecen hasta 1995. El canal público monegasco se incorpora al grupo en 2022.

## Señales
Las transmisiones del canal TV5 Monde, se dividen en diez señales regionales satelitales: África, América Latina, Asia, Brasil, Estados Unidos, Europa, Francia/Bélgica/Suiza, Oriente (todas ellas transmitidas desde París), Pacífico y Quebec/Canadá (TV5 Québec Canada, desde Montreal). Sus programas están subtitulados en 10 idiomas.
- TV5MONDE FBS (Francia, Bélgica, Suiza, Mónaco y Luxemburgo)
- TV5MONDE Europe (resto de Europa)
- TV5MONDE Afrique (África, excepto Magreb)
- TV5MONDE Maghreb–Orient  (Magreb y Oriente Medio) con subtítulos ocasionales en árabe
- TV5MONDE Asie (resto de Asia)
- TV5MONDE États-Unis (Estados Unidos) con subtítulos ocasionales en inglés y español
- TV5MONDE Amérique Latine & Caraïbes (Latinoamérica (excepto Brasil), Puerto Rico y el Caribe) con subtítulos ocasionales en español
- TV5MONDE Pacifique (Japón – Corea del Sur – Sureste de Asia - Oceanía)
- TV5MONDE Brésil (solamente en Brasil)
- TV5 Québec Canada (solamente en Canadá)

TV5Monde difunde igualmente otras 3 cadenas temáticas:
- Tivi5 Monde: Cadena infantil que se difunde en los Estados Unidos desde el 27 de enero de 2012 y en África desde junio de 2016. Emite programas tales como dibujos animados, películas y espacios educativos de la web TV Tivi5 Monde Plus lanzada en 2009.
- TV5 Monde Style: Cadena sobre el “arte de vivir a la francesa” que emite desde el 8 de abril de 2015 en Asia-Pacífico y el mundo árabe.
- Unis TV: Cadena de televisión perteneciente al consorcio TV5 Québec Canada que se difunde desde el 1 de septiembre de 2014 en Canadá. Se centra en las comunidades francófonas canadienses fuera de Quebec.

(*) TV5MONDE États-Unis tiene ciertos programas subtitulados en inglés. En particular, algunos noticieros y la mayoría de las películas, están subtituladas en el idioma inglés.

(**) TV5 Québec Canadá es producido en Montreal.
 
(***) En Brasil, la red francesa se ha asociado con la brasileña Agencia Nacional de Cine, para estimular la producción de contenidos, independiente de la televisión de pago de Brasil.

## Programación
La programación de TV5Monde se basa en la transmisión de películas, series o telefilmes, documentales, revistas de noticias, entretenimiento, cultura, música y programas juveniles, así como deportes en francés.
La redacción de TV5Monde ofrece varias emisiones informativas al día, seis informativos en francés, un noticiero con información económica y un noticiero con información del continente africano. Además, retransmite los noticieros y mesas de opinión de France 2, RTBF, RTS y Radio-Canada. TV5Monde produce cada mes la emisión "Objectif Monde" que reagrupa varias investigaciones periodísticas presentadas en sus canales hermanos.
TV5Monde transmite documentales sobre temas históricos, de cultura, ciencia y artísticos. Además de producir programas como Acoustic y #versionfrançaise. También emite eventos especiales como el desfile del 14 de julio que conmemora la Toma de la Bastilla y ediciones especiales en vivo como las elecciones presidenciales y legislativas de Francia.
A nivel deportivo ha transmitido en vivo para todo el mundo los partidos de la selección de fútbol de Francia en condición de local y visitante. También transmite algunos partidos de las categorías del Fútbol Francés como la Ligue 1 (Primera División), la Ligue 2 (Segunda División), la liga francesa de Rugby y el Tour de Francia en vivo.

## Plataformas digitales
TV5MONDE cuenta con varios sitios temáticos disponibles en francés:
- TV5MONDE+: Proporciona acceso a programas a la demanda que han sido emitidos en TV5 Monde de manera gratuita, además es posible ver programas de France Télévisions, Arte, RTBFy Radio Canada entre otros.[4]
- TV5MONDE INFO: Se pueden encontrar noticias y repeticiones de los noticieros de la redacción del canal.
- Apprendre le français avec TV5MONDE: Sitio web que cuenta con herramientas para aprender el idioma francés.

## Liderazgo
Presidente
- Jean Stock: 1988-2001
- Serge Adda: 2001-2005
- Jean-Jacques Aillagon: 2005-2006
- François Bonnemain: 2006-2008
- Alain de Pouzilhac: 2008-2012
- Pierre Hanotaux: 2012
- Marie-Christine Saragosse: 2012-2013
- Rémy Pflimlin: 2013-2015
- Delphine Ernotte: desde 2015

Director general
- Marie-Christine Saragosse: 1998-2005, 2008- 2012
- Yves Bigot: desde diciembre de 2012

## Accionistas
Los accionistas de TV5 Monde son:
- France Télévisions (49 %)
- France Medias Monde (12,64 %)
- RTBF (11,11 %)
- SSR (11,11 %)
- Radio-Canada (6,67 %)
- Télé-Québec (4,44 %)
- ARTE Francia (3,29 %)
- INA (1,74 %)

## Eslóganes
- 1984-1992: Télévision internationale de langue française. (Televisión internacional en francés)
- 1992-1998: La télévision internationale. (La televisión internacional)
- 1998-2006: Le centre du monde est partout. (El centro del mundo en todos lados)
- 2006-2012: Un monde, des mondes, TV5Monde. (Un mundo, los mundos, TV5Monde)
- Desde 2012: La chaîne culturelle francophone mondiale. (El canal cultural francófono mundial)

## Audiencia
En 2016, TV5 Monde fue visto cada semana por 50 millones de televidentes en todo el mundo.